# آرامگاه یعقوب لیث
همه مورخان هم‌نظرند که یعقوب لیث در گندی‌شاپور دفن شده ولی محل شهر گندی شاپور و محل آرامگاه یعقوب لیث به‌طور قطعی مشخص نیست. آرامگاه شاه ابوالقاسم در روستای شاه ابوالقاسم (شاه‌آباد) در ده کیلومتری جاده دزفول به شوشتر محلی است که در برخی پژوهش‌های قدیمی‌تر احتمال داده‌اند آرامگاه یعقوب لیث صفاری باشد و در کنار این آرامگاه خرابه‌هایی وجود دارد که برخی احتمال داده‌اند بازمانده‌های شهر جندی‌شاپور باشد. هر چند در دهه‌های اخیر، اغلب پژوهشگران تعلق این آرامگاه به یعقوب لیث را رد کرده‌اند.
گنبد مضرس (دندانه دار) سفید رنگ و عمارت بقعه شاه ابوالقاسم از دور کاملاً جلوه‌گر است. در اطراف بقعه، قبرستان وسیعی است که در آن وجود سنگ قبرهای قدیمی، نشانگر تاریخ این بنا می‌باشد.

## پیشینه
کمتر از ۴۰۰ سال پیش فتحعلیخان حاکم شوشتر در دوره صفوی برای بزرگداشت عارفی به نام شاه ابوالقاسم یکی از مریدان شیخ اسماعیل قصری ساختمانی بر قبر او ساخت.
احمد اقتداری در دهه ۵۰ خورشیدی در کتاب آثار و بناهای تاریخی خوزستان (دیار شهریاران) در خصوص مکان شهر گندی‌شاپور و محل دفن یعقوب لیث مرور منابع انجام داده و چنین نتیجه گرفته که این شهر و مدفن می‌بایست در محدوده میان شهرهای شوشتر، شوش و دزفول قرار داشته باشد، محمدزمان خدایی شهر شوشتر را همان شهر معروف گندی‌شاپور و محل دفن یعقوب می‌داند
و محمد علی امام شوشتری آرامگاه شاه‌ابوالقاسم در روستای شاه‌آباد دزفول را محتملا محل آرامگاه یعقوب لیث دانسته است. هر چند ژولین در کتابش در سال ۲۰۰۴، خرابه‌های اطراف شاه‌آباد دزفول را ویرانه‌های دژ شوشان نامیده و جندی‌شاپور را در محل دیگری می‌داند.
مطرح شدن احتمال تعلق آرامگاه به یعقوب لیث از آن جا ناشی می‌شود که در سال ۱۳۱۶ محمدعلی مرتضوی یکی از منسوبان محمدعلی امام شوشتری در محل بقعه این عارف کتیبه ای مشاهده کرد که بر آن ابیاتی منسوب به یعقوب لیث حک شده بود، بنابر این محتمل دانست که این بنا آرامگاه یعقوب لیث باشد و چون یعقوب در گندی شاپور وفات یافته بود، محتمل دانست که گندی شاپور نیز می‌بایست در محل روستای شاه ابوالقاسم مابین شوشتر و دزفول واقع شده باشد. برخی منابع این فرضیه را مبنا قرار داده‌اند. شعر روی کتیبه به شرح زیر است:
بگرفتم از خراسان تا مُلک پارس یکسر
ملک عراق از من هرگز نبود رسته
بدرود یاد گیتی بانوی نوبهاران
یعقوب لیث گویی در آن نبد نشسته
احمد اقتداری پژوهشگر تاریخ، دکتر احمد خامه یار پژوهشگر مزارهای اسلامی و دکتر محمدزمان خدایی پژوهشگر باستانشناسی فرضیه محمدعلی امام شوشتری را رد کرده‌اند.
احمد اقتداری دربارهٔ دلایل امام‌شوشتری در تعلق این آرامگاه به یعقوب لیث و واقع شدن شهر جندی‌شاپور در روستای شاه‌آباد می‌گوید: قبول این مطلب نیازمند دلایل و مدارک بیشتری است که وی در پنج مورد برشمرده است. اقتداری می‌گوید همه مورخان هم‌نظرند که یعقوب لیث در جندی‌شاپور دفن شده و در ادامه توضیح می‌دهد نظر امام‌شوشتری در مورد تعلق آرامگاه شاه‌ابوالقاسم در شاه‌آباد به یعقوب لیث صحیح به نظر نمی‌رسد.
محمدزمان خدایی معتقد است که با توجه به این که شیخ ابوالقاسم ۳۰۰ سال بعد از فوت یعقوب وفات یافته و بقعه او ۸۰۰ سال بعد از فوت یعقوب توسط فتحعلی‌خان حاکم شوشتر ساخته شده و همچنین با توجه به جنس سنگ، این کتیبه نمی‌تواند به مدت یازده قرن از زمان فوت یعقوب به جا مانده و نشانه ای از مقبره یعقوب لیث و شهر گندی‌شاپور باشد. وی همچنین دلایل جغرافیایی در رد فرضیه امام شوشتری برمی‌شمرد.

## معماری بنا
این بنا از یک ورودی برخوردار است و سطح داخلی آرامگاه را از سطح بیرونی آن جدا می‌کند. سازه اصلی بنا خشت خام است و نقوش برجسته و ملات گچ و خاک دارد. سازه اصلی بنا خشت خام است و نقوش برجسته و ملات گچ و خاک دارد.

## تخریب
در تاریخ ۲۰ مرداد سال ۱۳۹۸ دیوارِ ضلع جنوبی این آرامگاه در حین انجام عملیات مرمت و ساماندهی آرامگاه تخریب و دلیل آن اشتباه پیمانکار پروژه عنوان شد. به دنبال این اشتباه، پیمانکار پروژه تعویض شده است.

## نگارخانه

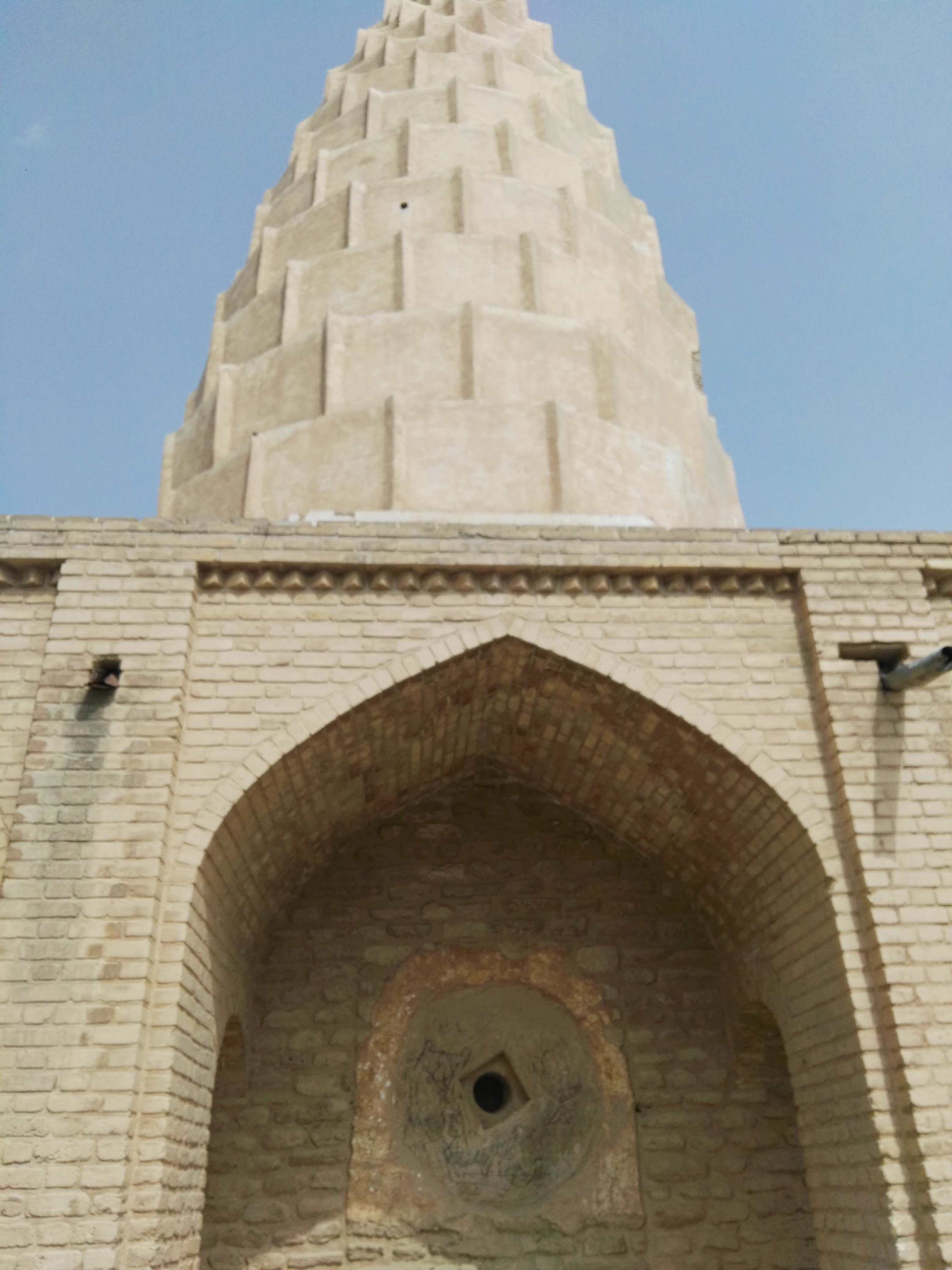
آرامگاه شاه ابوالقاسم یا آرامگاه یعقوب لیث
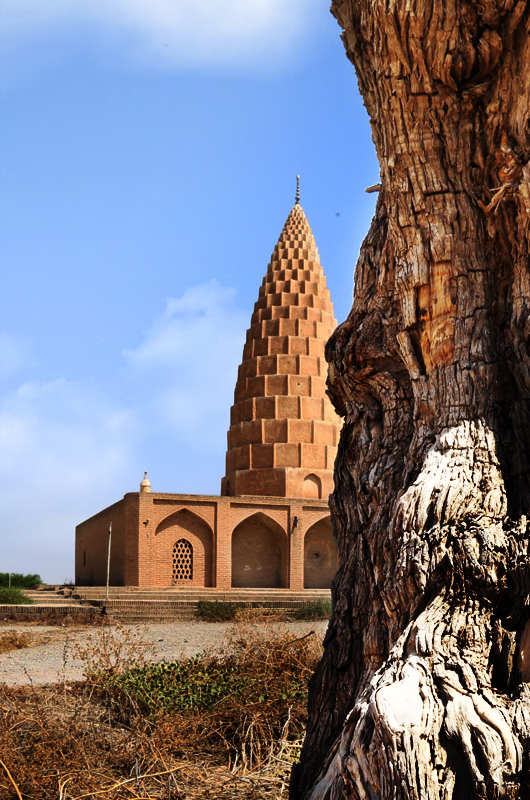
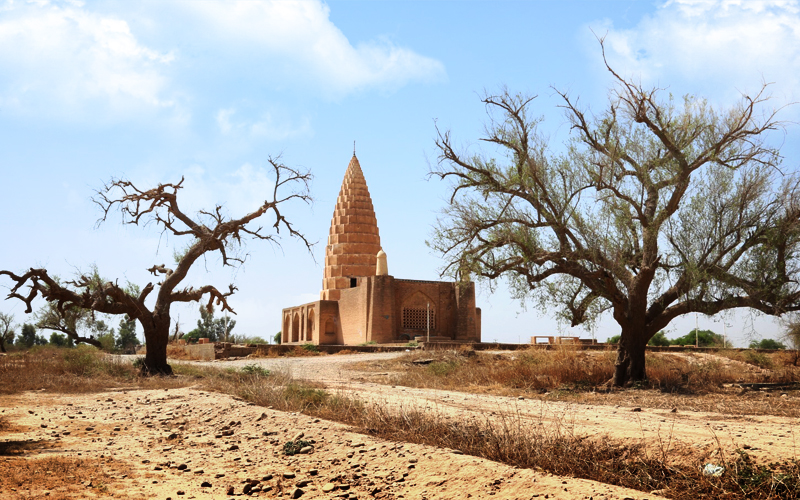
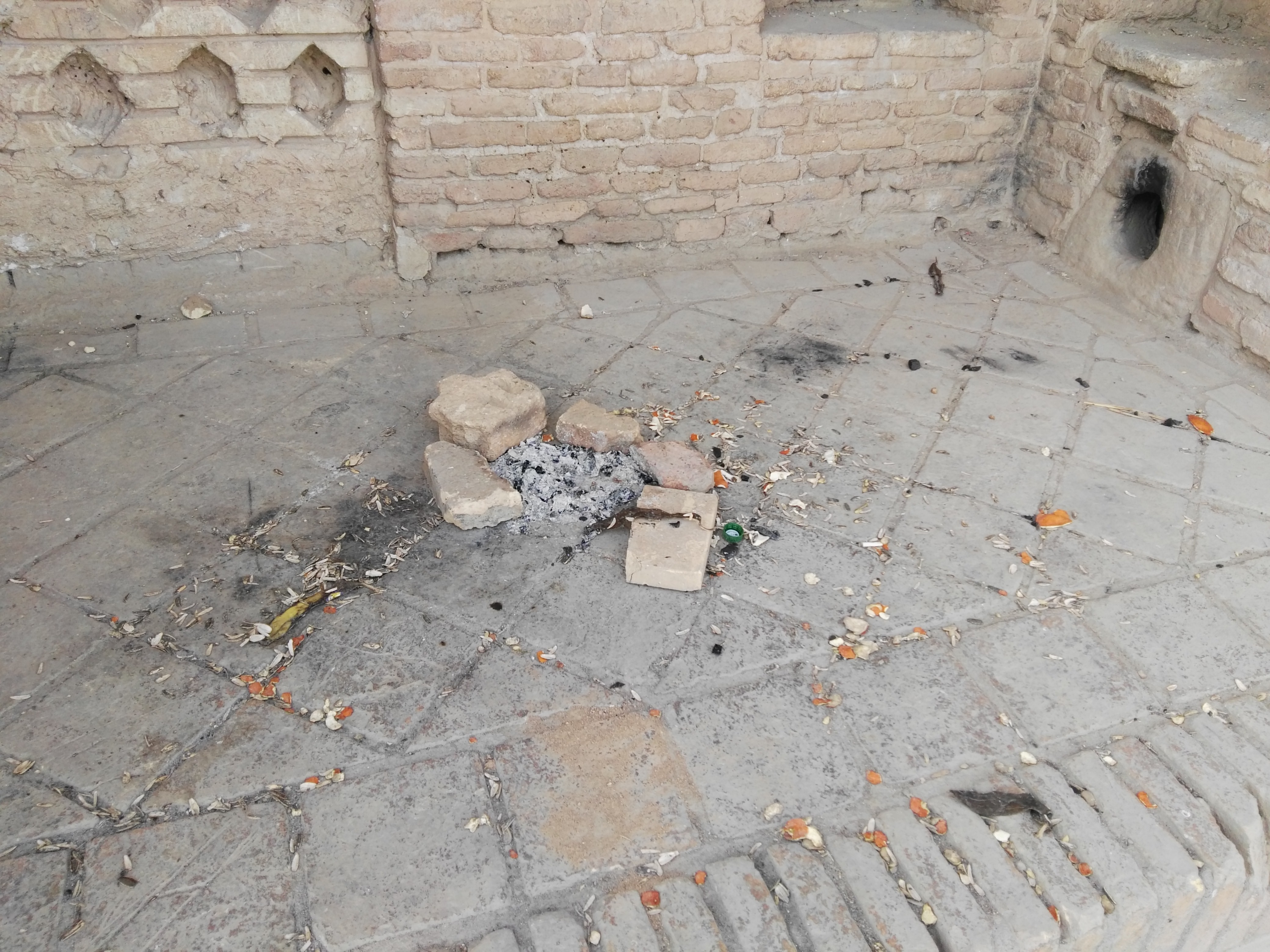
آسیب بنا
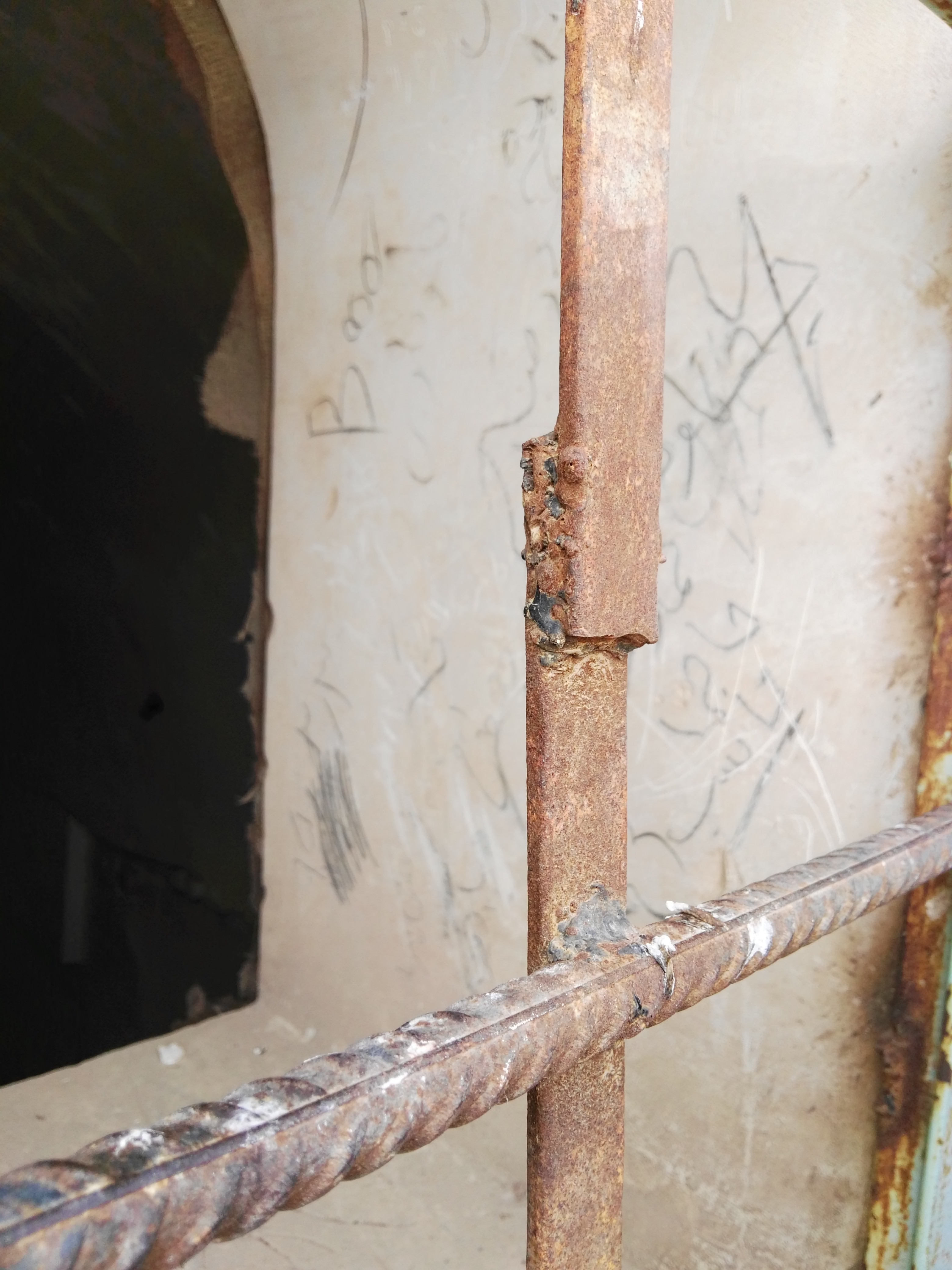
آسیب بنا
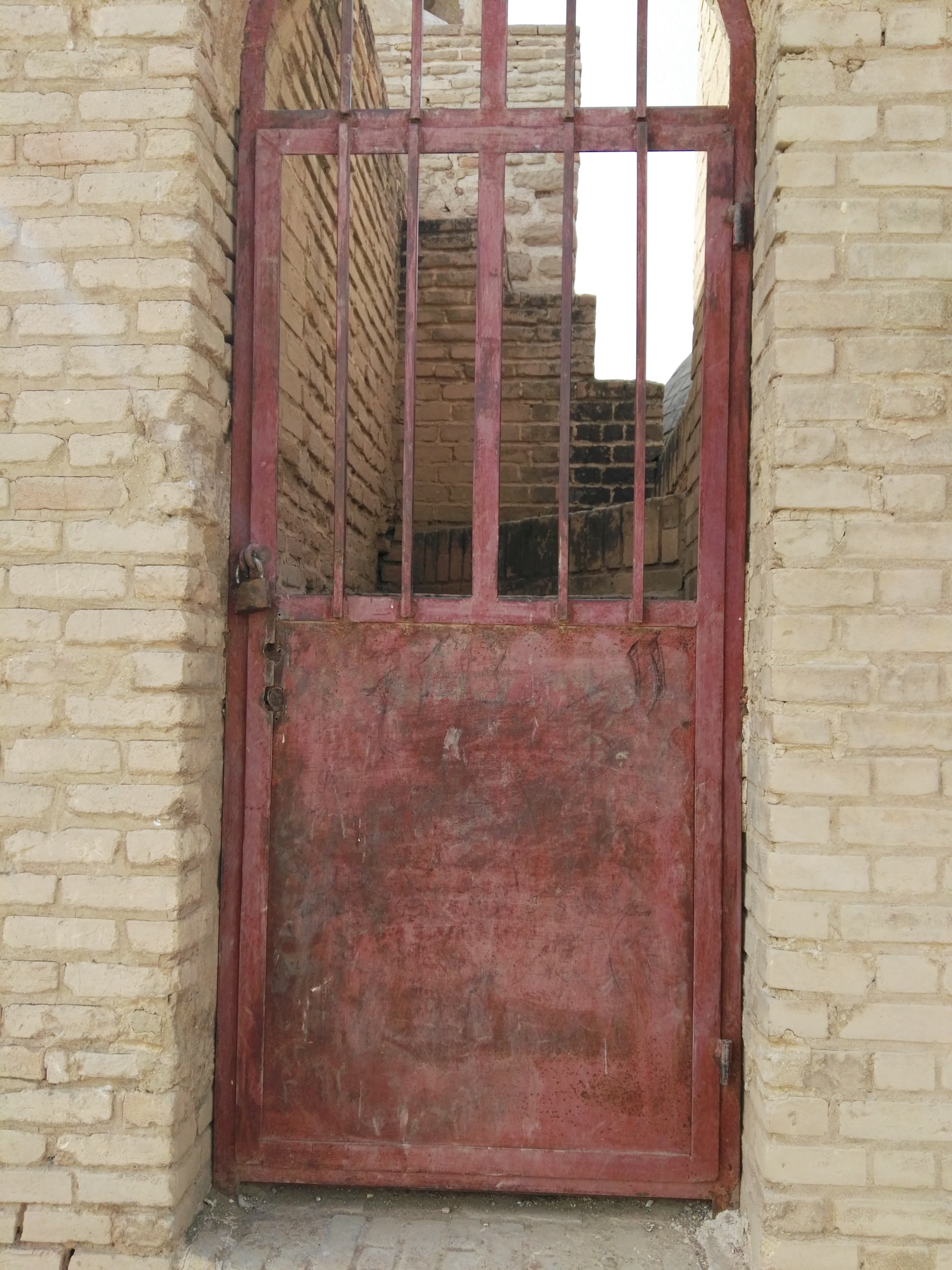
آسیب بنا
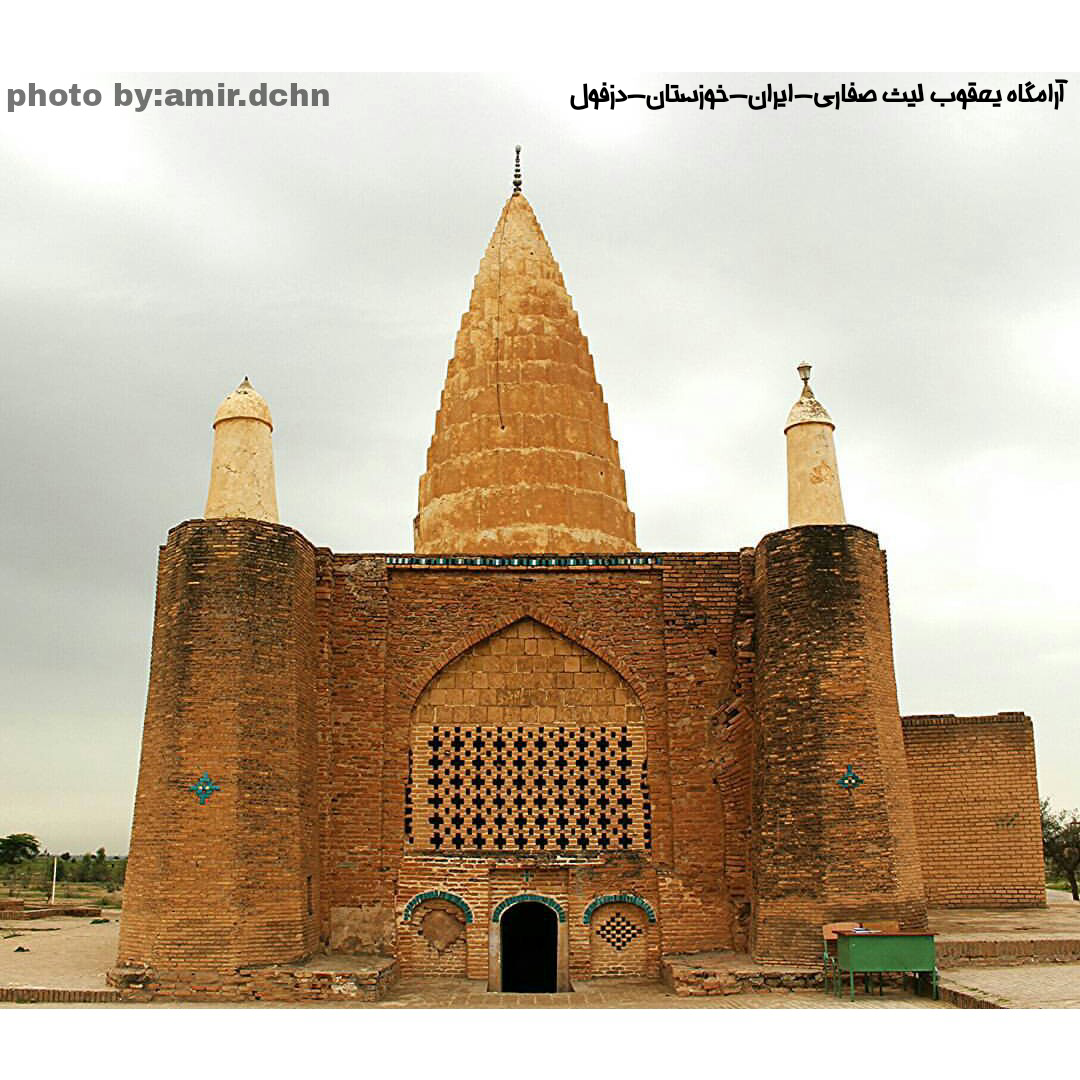
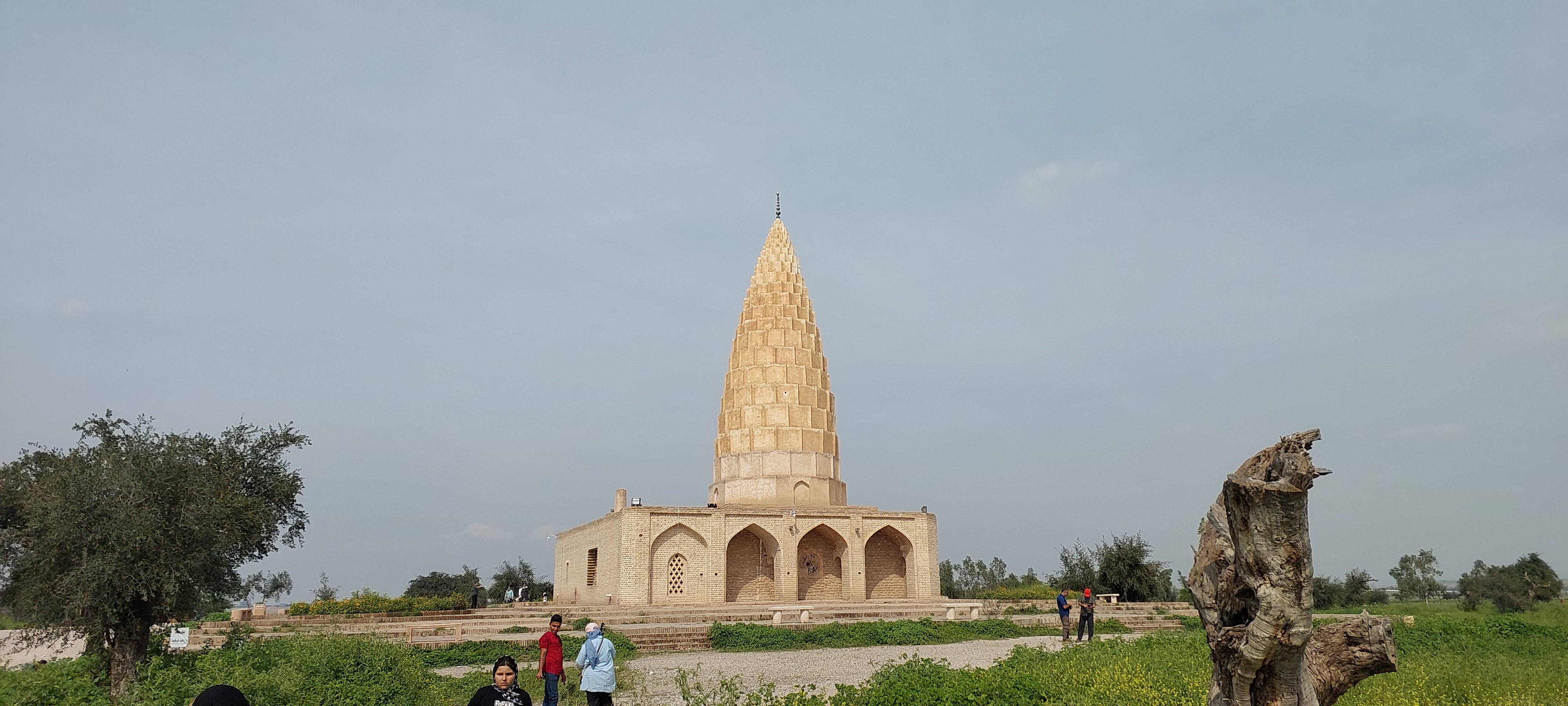
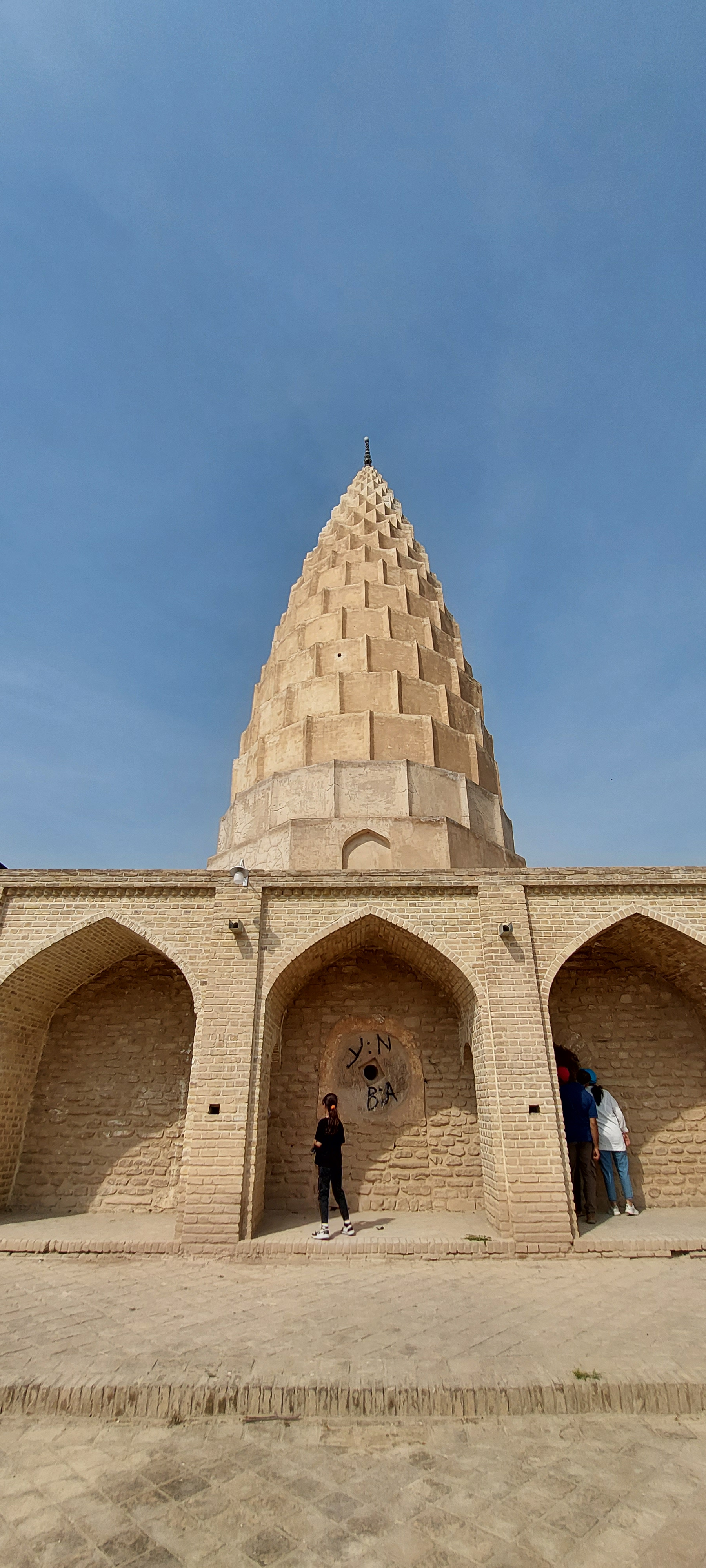
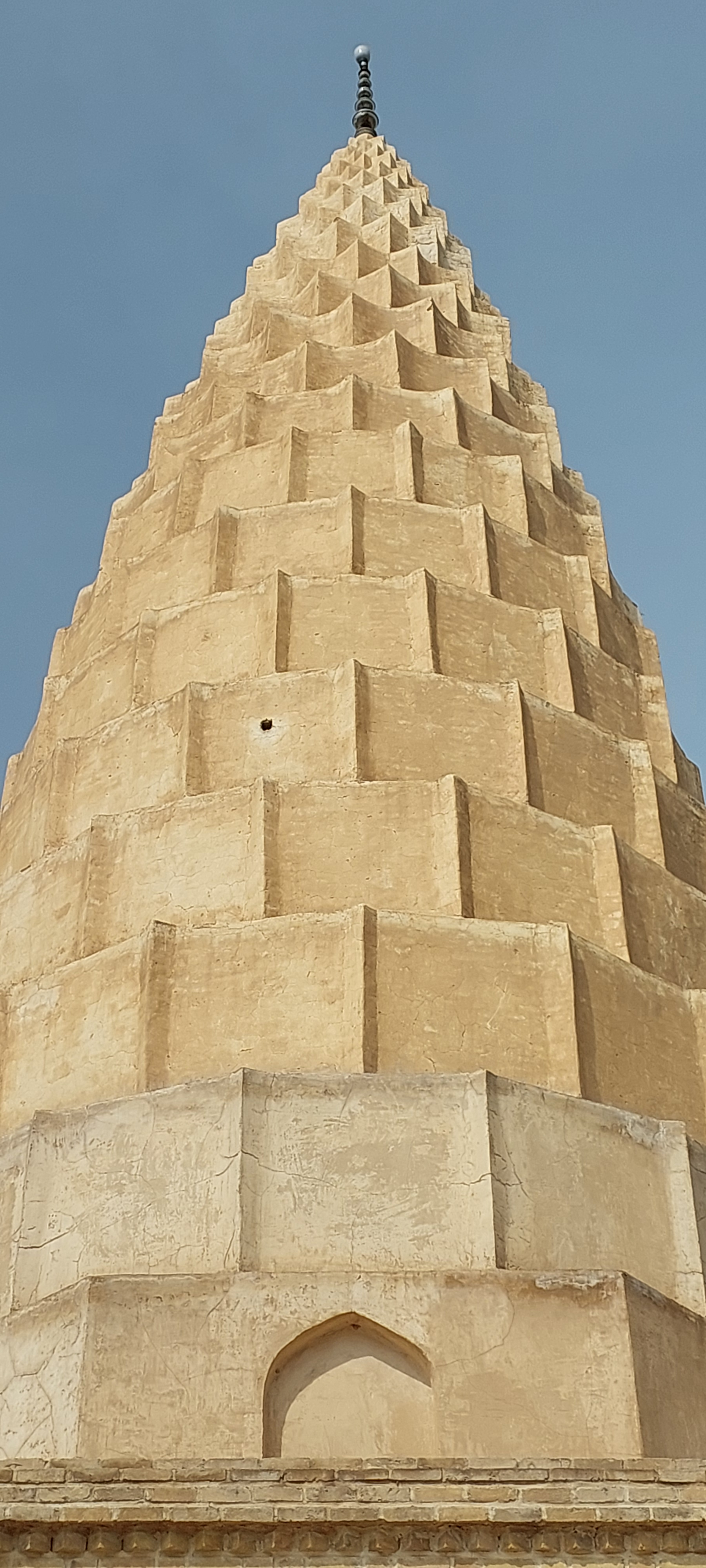
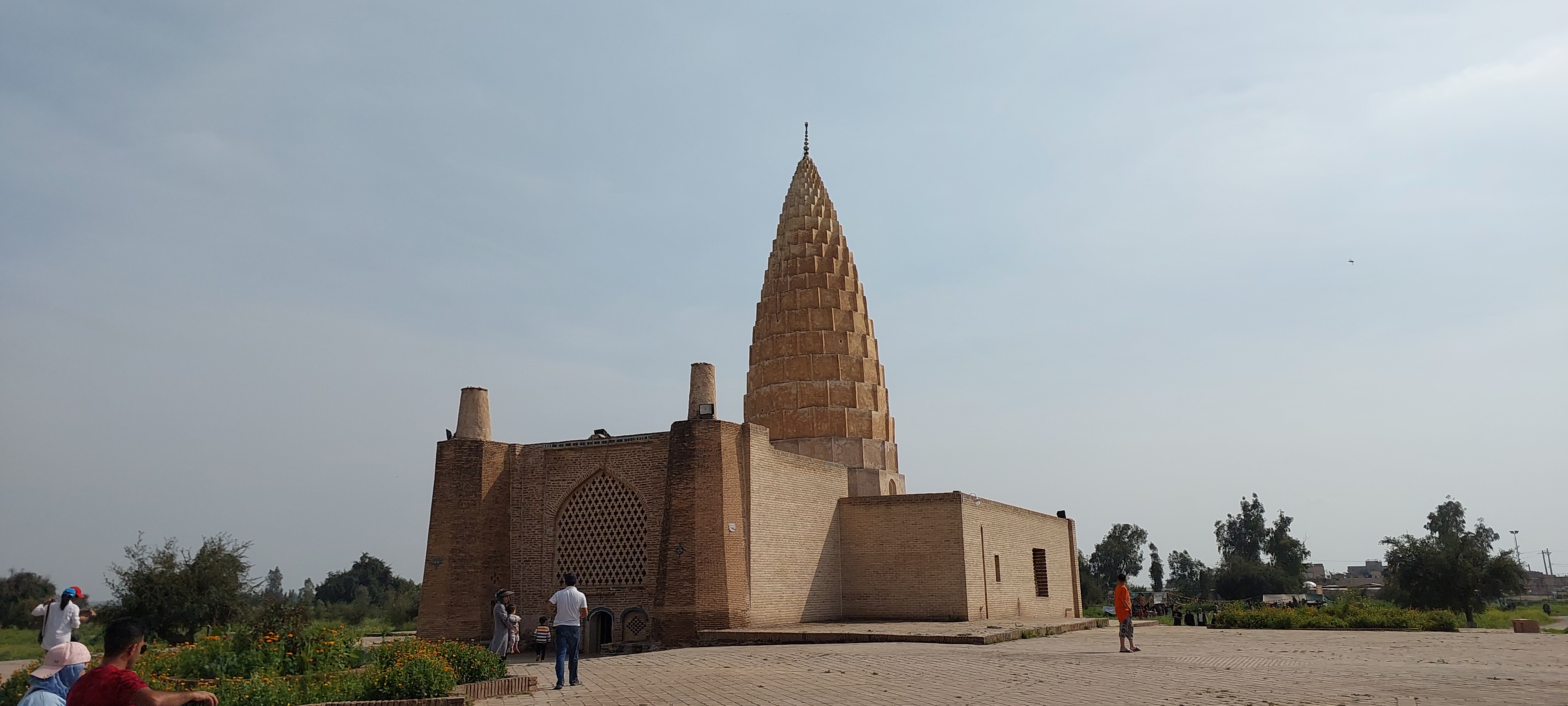